# Ramón E. Treviño
Ramón Emilio Treviño Martínez (Monterrey, Nuevo León; 22 de mayo de 1863 - Ciudad de México, Distrito Federal; 6 de enero de 1929) fue un médico, político y periodista mexicano.
Nació en Monterrey, Nuevo León, el 22 de mayo de 1863, siendo hijo del gobernador Ramón Treviño y de doña Josefa Martínez. Estudió en la escuela de Medicina de Monterrey. Fue regidor del Ayuntamiento en 1890 y 1891, y alcalde de la ciudad de Monterrey del 1 de enero al 14 de abril de 1914. Fue director del periódico El Espectador. Murió en la Ciudad de México el 6 de enero de 1929. Fue padre del general Leopoldo Treviño Garza, también alcalde de Monterrey en 1937-38. 